# Andrea Šušnjara
Andrea Šušnjara es una cantante croata nacida el 26 de julio de 1984.
Andrea representó a Croacia en Eurovisión 2009 con Igor Cukrov con la canción "Lijepa Tena", en croata. Andrea, ya intentó participar en el Festival de Eurovisión antes, en 2004 cuando quedó segunda en el Dora croata con la canción Noah, que quedó justo detrás de Ivan Mikulic, el ganador.
En 2010, se integró a la banda croata de folk-pop Magazin.